# Saint-Étienne-la-Thillaye
Saint-Étienne-la-Thillaye ist eine französische Gemeinde mit 381 Einwohnern (Stand 1. Januar 2022) im Département Calvados in der Region Normandie. Sie gehört zum Arrondissement Lisieux und zum Kanton Pont-l’Évêque. 
Nachbargemeinden sind Tourgéville im Nordwesten, Bonneville-sur-Touques und Canapville im Norden, Saint-Martin-aux-Chartrains im Nordosten, Reux im Südosten, Beaumont-en-Auge im Südwesten und Glanville im Westen.

## Bevölkerungsentwicklung
| Jahr      | 1962 | 1968 | 1975 | 1982 | 1990 | 1999 | 2008 | 2015 |
| --------- | ---- | ---- | ---- | ---- | ---- | ---- | ---- | ---- |
| Einwohner | 398  | 354  | 358  | 363  | 386  | 437  | 492  | 451  |